# Steinbachquelle (Neukirchen bei Sulzbach-Rosenberg)
Koordinaten: 49° 33′ 59,5″ N, 11° 39′ 6,6″ O
Die Steinbachquelle, örtlich auch Mühlbachquelle genannt, ist eine Karstquelle in Steinbach, einem Dorf der Oberpfälzer Gemeinde Neukirchen bei Sulzbach-Rosenberg im Landkreis Amberg-Sulzbach in Bayern.

## Lage
Die Steinbachquelle liegt am Dorfrand von Steinbach im Naturparks Fränkische Schweiz-Veldensteiner Forst in einer Höhe von 490 m ü. NHN.

## Beschreibung
Die Karstquelle mit einer relativ starken Schüttung von 15 bis 20 Litern in der Sekunde entspringt aus Spalten im Tiefen Karst. Der abfließende, ungefähr nach Süden laufende Mühlbach fließt am Ende seines ungefähr 1,5 km langen Lauf nach Durchqueren des Dorfes Oberreinbach der Gemeinde von rechts mit dem linken Eiselbach zum Reinbach zusammen.
Die Quelle ist vollständig in Stein gefasst und versorgte früher am Ort Mensch und Tier mit Trinkwasser, was heute noch der Name des dicht an der Quelle stehenden ehemaligen Gasthauses Zur frischen Quelle bezeugt. Sie schüttet recht stark und konstant und trieb bis in die 1950er Jahre eine Getreidemühle in Oberreinbach an. Unmittelbar nach der Quelle liegt im Bachbett ein etwa zwei mal zwei Meter großer Kallmünzer. Dieser Typus von verkieseltem Sandstein ist in der Umgegend öfters zu finden.
Die Quelle ist vom Bayerischen Landesamt für Umwelt als Geotop (371Q001) ausgewiesen und wird als bedeutend bewertet.

## Zugang
Die Quelle ist ganzjährig frei zugänglich. Der lokale Wanderweg Eine Juralandschaft erzählt – früher und heute führt direkt an ihr vorbei.

## Bildergalerie

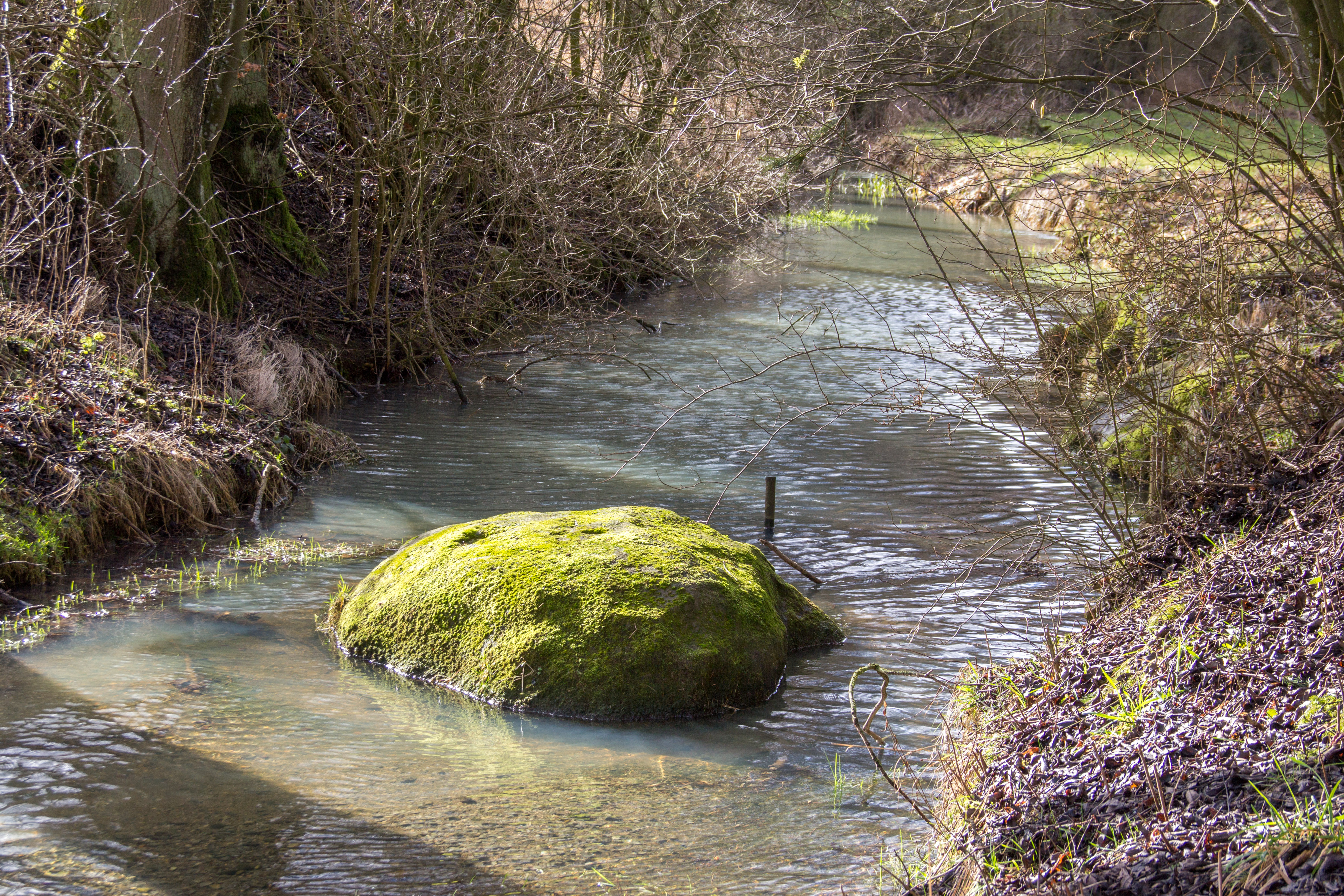
Der Bachablauf mit dem Kallmünzer
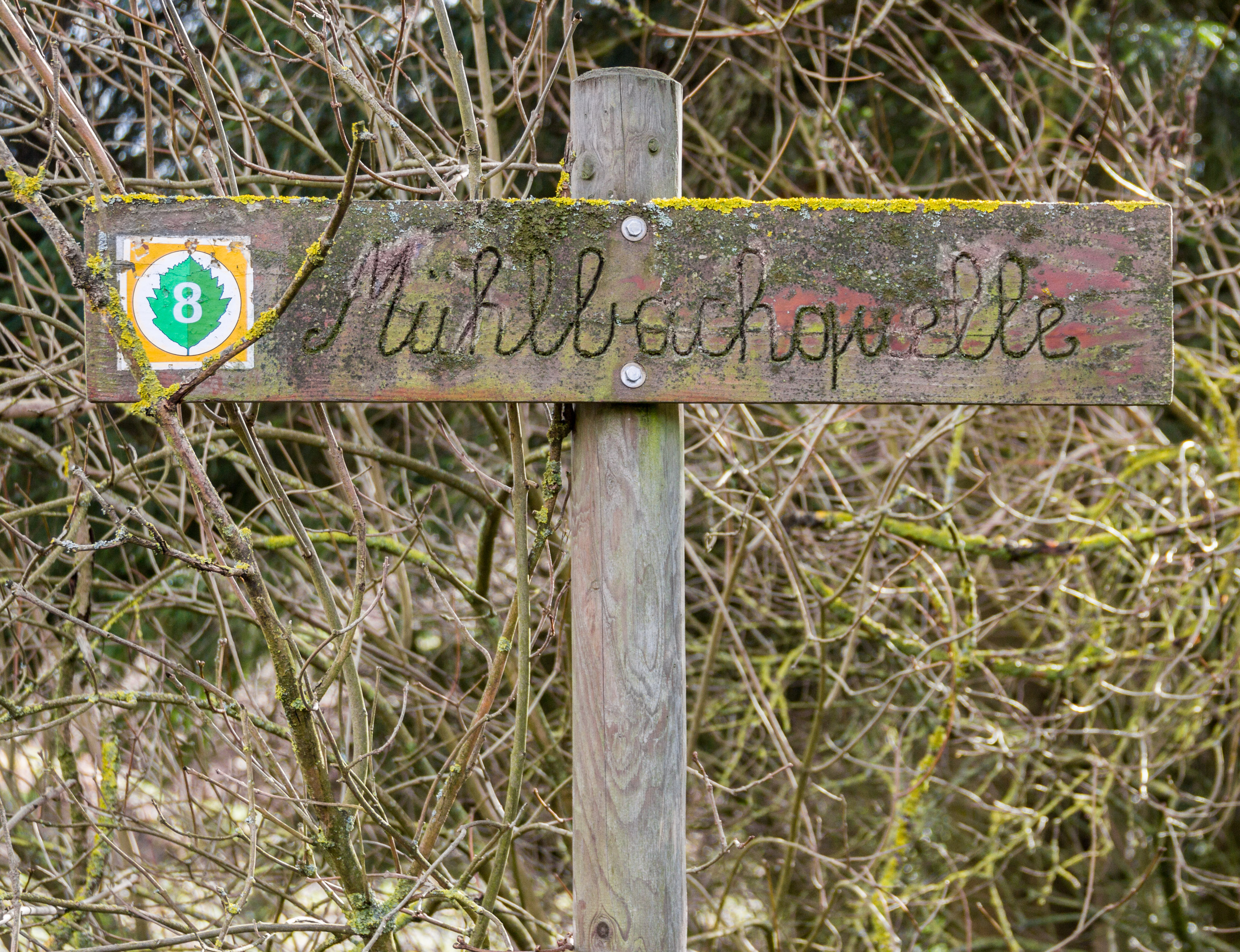
Ortsgebräuchlicher Name "Mühlbachquelle"
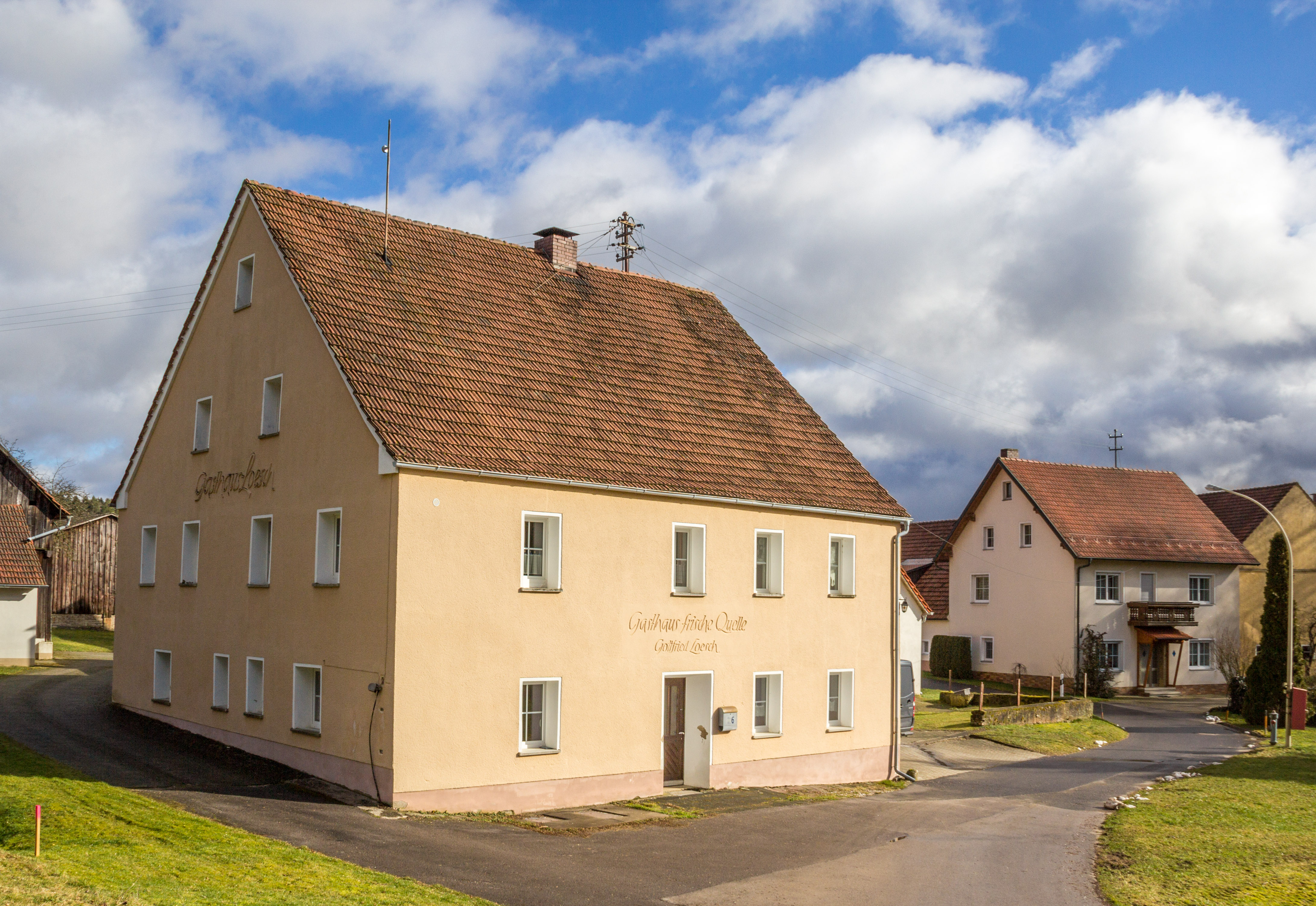
Ehemaliges Gasthaus "Frische Quelle"
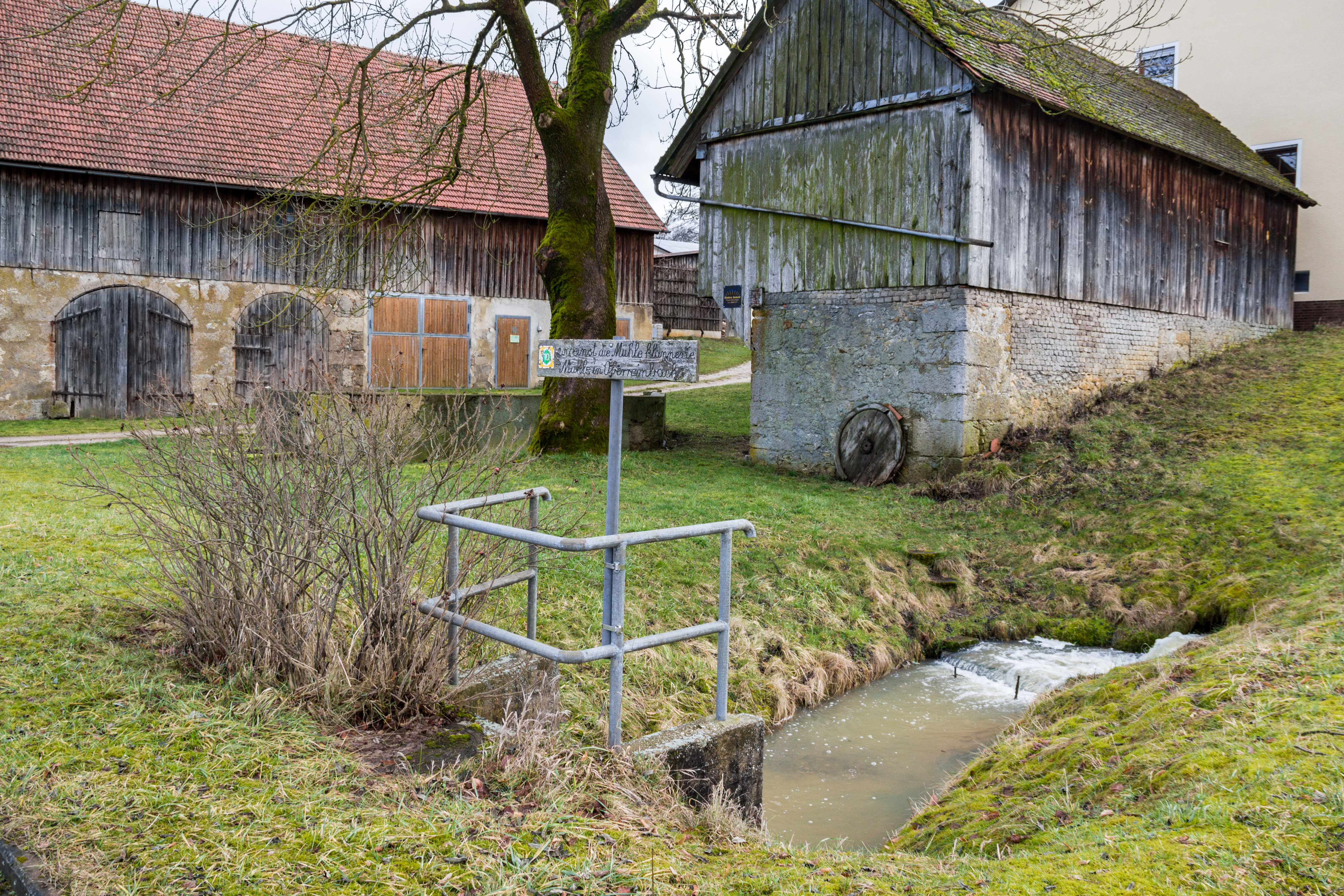
Ehemalige Getreidemühle in Oberreinbach